# حسين رزق
حسين حسن رزق (1 يناير 1997) هو لاعب كرة قدم لبناني يلعب كلاعب وسط في نادي شباب الساحل.

## مهنة النادي

### النبي شيت
بدأ مسيرته مع نادي النبي شيت خلال موسم 2017–18، سجل ثلاثة أهداف في 20 مباراة، مما ساعد فريقه على تجنب الهبوط واحتلاله المركز العاشر.

### شباب الساحل
في 6 يوليو 2018، انضم رزق إلى فريق شباب الساحل اللبناني الصاعد حديثًا. وفي موسم 2018-19 لعب رزق 20 مباراة وسجل هدفًا واحدًا. وساعد النادي في الفوز بأول كأس للنخبة اللبناني في عام 2019، بفوزه على الأنصار في النهائي بركلات الترجيح.
في 3 يناير 2021 ، تعرض رزق لإصابة في الرباط الصليبي الأمامي في ركبته اليمنى، في مباراة بالدوري ضد نادي النجمة. وجدد عقده لموسمين آخرين في 10 مايو 2021. ثم تعرض لإصابة أخرى في الرباط الصليبي الأمامي في ركبته اليسرى في فبراير 2022، وخضع لعملية جراحية.

## مهنة دولية
ظهر لأول مرة مع منتخب لبنان في 15 أكتوبر 2019، حيث شارك كبديل في مباراة ضد سريلانكا في تصفيات كأس العالم 2022.

## إحصائيات

### دولي
آخر تحديث 15 أكتوبر 2019.
| الفريق الوطني | سنة     | الظهور | الأهداف |
| ------------- | ------- | ------ | ------- |
| لبنان         | 2019    | 1      | 0       |
| المجموع       | المجموع | 1      | 0       |

## الإنجازات
شباب الساحل
- كأس النخبة اللبناني : 2019

## روابط خارجية
- حسين رزق على موقع ناشيونال فوتبول تيمز (الإنجليزية)
- حسين رزق على موقع Soccerway.com (الإنجليزية)
- حسين رزق على موقع كووورة